# Epione apicaria
Epione apicaria är en fjärilsart som beskrevs av Eduard Friedrich Eversmann 1844. Epione apicaria ingår i släktet Epione och familjen mätare. Inga underarter finns listade i Catalogue of Life.